# Alire Raffeneau-Delile
Alire Raffeneau-Delile (1778 — 1850) foi um botânico francês que participou da Campanha do Egito com Napoleão. Nesta campanha descreveu as plantas Lotus e Papyrus. 